# 네이선 필리언
네이선 필리언(영어: Nathan Christopher Fillion, 1971년 3월 27일 ~ )은 캐나다의 배우, 성우이다. 2002년 방영한 드라마 《파이어플라이》의 주인공 역으로 유명해졌으며, 2009년부터는 ABC의 TV 드라마 《캐슬》의 주인공 리처드 캐슬 역으로 출연하고 있다. 상업 영화에서는 《라이언 일병 구하기》에서 라이언 일병으로 착각당하는 병사 역을 맡기도 했다. 저스티스 리그 언리미티드와 헤일로 시리즈 등 애니메이션과 게임 시리즈에도 성우로 활약한다.

## 출연 작품

### 영화
- 라이언 일병 구하기(1998) - 제임스 프레더릭 라이언 일병
- 드라큘라 2000(2000) - 파더 데이비드
- 세레니티(2005) - 맬컴 레이놀즈
- 몬스터 대학교(2013) - 조니 J. 워딩턴 3세 (목소리 출연)
- 퍼시 잭슨과 괴물의 바다(2013) - 헤르메스
- 가디언즈 오브 갤럭시(2014) - 괴물 수감자 (목소리 출연)
- 카 3: 새로운 도전(2017) - 스털링 (목소리 출연)
- 나이트 헌터(2018) - 퀸
- 더 데스 오브 슈퍼맨(2018)
- 더 수어사이드 스쿼드(2021) -T.D.K.
- 데드풀과 울버린(2024) -웨이드 윌슨 / 헤드풀
- 스킨케어(2024) -브렛 라이트

### 드라마
- 파이어플라이 - 맬컴 레이놀즈
- 뱀파이어 해결사 - 케일러브
- 캐슬 - 리처드 캐슬